# Русская правда (петербургская газета)
«Русская правда» — политическая, общественная и литературная газета, которая издавалась в столице Российской империи городе Санкт-Петербурге с октября 1878 года по 16 марта 1880 года.
Бессменным издателем и главным редактором печатного периодического издания «Русская правда» был русский писатель Дмитрий Константинович Гирс (где писал фельетоны под литературным псевдонимом Добро-Глаголь).
По свидетельству В. П. Буренина «Русская правда»: 

отличалась многими достоинствами: хорошим и строго выдержанным направлением, литературностью, серьезностью в обсуждении текущих событий и вопросов, солидным материалом. Но редактор, по некоторой медлительности своего темперамента, почти постоянно обнаруживал неуменье подать хороший материал вовремя и горячо. К тому же он был слишком прямолинеен и неустойчив, а при условиях, в которых находилась тогда наша политическая печать, с подобными качествами не особенно далеко можно было уйти— Давыдова О. Гирс, Дмитрий Константинович // Русский биографический словарь : в 25 томах. — СПб.—М., 1896—1918.
После получения трёх административных предостережений, выпуск газеты «Русская правда» был приостановлен на период с 16 февраля по 16 июня 1879 года. После возобновления работы, газета получила три новых предостережения, и вновь была приостановлена уже на пять месяцев, по 1 марта 1880 года. В начале марта «Русская правда» снова возобновила работу, но уже двумя неделями спустя — 14 марта 1880 года получила ещё одно, седьмое предупреждение. После этого редакция «Русской правды» заявила в последнем номере от 16 марта 1880 года, что она, при всей своей осторожности, не в силах избавить издание от взысканий, а при таком убеждении не может продолжать дело. 
В работе газеты «Русская правда» принимали деятельное участие М. А. Протопопов, Л. О. Котелянский (заведовал внутренним отделом), М. И. Кулишер, С. А. Венгеров.